# La bella durmiente (película de 1959)
La bella durmiente (Sleeping Beauty, en su título original inglés) es el decimosexto largometraje animado del canon de largometrajes de Disney. Fue producido por Walt Disney Productions, y se estrenó el 29 de enero de 1959, distribuido por Buena Vista. Esta película popularizó el término "Eres Tú El Príncipe Azul". La película se acerca más a la versión de el cuento de hadas homónimo de Jacob y Wihelm Grimm, a pesar de que también existen las de Charles Perrault y Giambattista Basile.
Fue la última película producida por Walt Disney basada en un cuento de hadas (después de su muerte, el estudio volvería al género con La Sirenita). Fue también el último largometraje de Disney entintado a mano antes de que se hiciera común el proceso de xerografiado. Por último, es el primer largometraje animado rodado en Super Technirama 70, un proceso de pantalla panorámica de gran formato (solo hay otro largometraje animado rodado en Super Technirama 70, The Black Cauldron). La producción del filme se llevó a cabo durante casi toda la década de 1950, ya que se empezó a trabajar con el guion en 1951, las voces se grabaron en 1952, la producción de la animación tuvo lugar entre 1953 y 1958, y la banda sonora en estéreo se grabó en 1957.

## Sinopsis
En la Europa Medieval, durante la ceremonia de bautismo de la princesa Aurora fueron invitadas tres hadas buenas llamadas Flora, Fauna y Primavera. Las tres hadas buenas, le concedieron dones. Flora, la belleza; Fauna, una hermosa voz. Cuando Primavera iba a dar su don, irrumpió en el palacio Maléfica, la bruja y hada malvada, molesta y enfurecida por no haber sido invitada al bautizo de Aurora, y lanzó a la princesa una maldición, según la cual moriría al pincharse el dedo con el huso de una rueca exactamente el mismo día en que cumpliese 16 años, antes de la puesta del sol. Afortunadamente, Primavera no había hecho todavía su regalo a la princesa Aurora, y usó sus poderes para cambiar la maldición de maléfica: la princesa no moriría al pincharse el dedo con el huso de la rueca, sino que únicamente caería en un profundo sueño, del que solo podría despertarla el primer beso de amor verdadero. En un intento de proteger a su hija, el rey Estéfano y su propia esposa, la reina Flor, le ordenaron a su pueblo quemar todas las ruecas y todos los husos de hilar del reino en una gran hoguera en la plaza grande de su propio castillo.
Para proteger a Aurora de la terrible furia de la malvada bruja Maléfica, las tres hadas buenas, Flora, Fauna y Primavera, la llevaron a vivir con ellas en una casita del bosque abandonada llamada la Cabaña del Leñador, le tuvieron que cambiar el nombre de Aurora por Rosa, guardaron las varitas mágicas y vivieron como auténticas campesinas mortales durante 16 años como medida de seguridad.
Aurora creció sin saber que en realidad era una princesa y se convirtió en una hermosa chica joven. El día de su decimosexto cumpleaños, sus tres "tías", Flora, Fauna y Primavera, la enviaron a recoger fresas al bosque, mientras le preparaban una fiesta de cumpleaños. Ante la insistencia de Primavera, y viendo que los regalos, un pastel y un vestido, estaban saliendo desastrosos ya que el vestido era horrible y el pastel se derretía, decidieron usar las varitas mágicas por primera vez en 16 años, algo que resultó un desastre, ya que Flora y Primavera comenzaron a discutir por el color del vestido, si debía ser rosa o azul, y mientras se peleaban cambiando el color del vestido y sus ropas, no se dieron cuenta de que los hechizos que lanzaban por las varitas se escapaban por la chimenea, por lo que fueron vistos por Diablo, el cuervo de Maléfica (que fue enviado para saber donde estaba escondida la princesa Aurora), que así descubrió la localización de Aurora e informó a Maléfica, la bruja y hada malvada.
Mientras tanto, Aurora recogía fresas y cantaba junto a los animales, y fue escuchada por el príncipe Felipe, que cazaba en el bosque. Se encontraron, y al instante se enamoraron el uno del otro, aunque cada uno de ellos desconocía su identidad. Aurora y Felipe empezaron a bailar por todo el bosque. Se despidieron con la promesa de encontrarse de nuevo esa misma noche, en la Cabaña del Leñador, pero al regresar a casa, sus "tías" la esperaban para revelarle su verdadera identidad y su compromiso matrimonial con un príncipe llamado Felipe, lo cual desagradó a Aurora ya que se había enamorado de un cazador. Felipe regresó al castillo solo para informar a su padre de que planeaba casarse con una campesina a la que había conocido "una vez en un sueño" y marcharse otra vez.
Las tres hadas buenas, Flora, Fauna y Primavera, junto a Aurora, regresaron al castillo del padre y de la madre de la Princesa Aurora, el rey Estéfano y la reina Flor, dónde iba a celebrarse su fiesta de su 16 cumpleaños. Fue hipnotizada por la magia de Maléfica aprovechando un momento en que fue dejada a solas por las hadas para llorar su pena por el chico joven que había conocido en el bosque, Aurora subió por unas escaleras, siguiendo una luz verde, a una habitación del castillo que llevaba tiempo sin usarse, en la que encontró un huso y una rueca. Se pinchó el dedo con el huso de la rueca y cayó en un profundo sueño. Las tres hadas buenas, Flora, Fauna y Primavera, llevaron a la princesa Aurora a la torre más alta del castillo y la depositaron en la cama, con una rosa roja en la mano, y para evitar el sufrimiento de los padres de la princesa Aurora, hicieron que todo el reino cayera en el mismo sueño que Aurora hasta que ella despertase. Mientras lo hacían, Flora oyó al padre de Felipe mencionar que su hijo se enamoró de una simple campesina, entendiendo, al oír la frase "la conoció una vez en un sueño", también pronunciada por Rosa, que el príncipe Felipe era el joven que había conocido Rosa. Felipe había sido secuestrado por Maléfica para evitar que besara a Aurora y la despertara, revelándole Maléfica, la bruja y hada malvada, toda la verdad para aumentar su furia, además de que planeaba tenerle encerrado 100 años en su castillo, pero las tres hadas buenas le proporcionaron armas, la espada de la verdad y el escudo de la virtud, y le ayudaron a escapar. Maléfica intentó detenerle creando una selva de espinos negros para evitar que llegara al castillo, pero gracias a la espada y el escudo de las tres hadas buenas, Felipe se abrió paso. El príncipe logró matar a Maléfica convertida en una gigantesca dragona morada y negra (para impedirle el paso), y rompió el hechizo con un beso de amor verdadero. Al final Felipe y Aurora bailan juntos, mientras que dos de las tres hadas buenas, Flora y Primavera, vuelven a discutir por el rosa y el azul mientras le cambian el color al vestido de princesa de Aurora.

## Reparto
| Personaje            | Actor/Actriz original Estados Unidos | Actor/Actriz de doblaje · México (1959)                                                                | Actor/Actriz de redoblaje · México (2001/2008) |
| -------------------- | ------------------------------------ | --- | --- |
| Maléfica             | Eleanor Audley                       | Rosario Muñoz Ledo                                                                                     | Mayra Rojas |
| Princesa Aurora/Rosa | Mary Costa                           | Estrellita Díaz (diálogos)                                                                             | Laura Ayala (diálogos) |
| Princesa Aurora/Rosa | Mary Costa                           | Lupita Pérez Arias (canciones)                                                                         | Brenda Ruiz (canciones) |
| Flora                | Verna Felton                         | Fanny Schiller                                                                                         | Guadalupe Noel |
| Fauna                | Barbara Jo Allen                     | Magdalena Ruvalcaba                                                                                    | Ada Morales |
| Primavera            | Barbara Luddy                        | Carlota Solares                                                                                        | Gabriela Michel |
| Príncipe Felipe      | Bill Shirley                         | Alejandro Algara                                                                                       | Mario Filio (diálogos) |
| Príncipe Felipe      | Bill Shirley                         | Alejandro Algara                                                                                       | Manuel Acosta (canciones) |
| Rey Estéfano         | Taylor Holmes                        | Dagoberto de Cervantes                                                                                 | Ricardo Lezama (diálogos) (2001) |
| Rey Estéfano         | Taylor Holmes                        | Dagoberto de Cervantes                                                                                 | Luis Miguel Marmolejo (canciones) |
| Rey Estéfano         | Taylor Holmes                        | Dagoberto de Cervantes                                                                                 | Francisco Colmenero (diálogos) (2008) |
| Rey Huberto          | Bill Thompson                        | Alberto Gavira                                                                                         | Emilio Guerrero (diálogos) |
| Rey Huberto          | Bill Thompson                        | Alberto Gavira                                                                                         | Juan Jiménez (canciones) |
| Narrador             | Marvin Miller                        | Narciso Busquets                                                                                       | Francisco Colmenero |
| Coros                | Walt Disney Studios Chorus           | Coro del Conservatorio Nacional de Música de México (CNM) y Opera del Palacio Nacional de Bellas Artes | Ivonne Garza Raymundo Lobo Ofelia Gonzáles Ernesto Alonso Blanca Flores Julio Sosa Ivette Pérez Francisco López Mirna Garza Rafael Blasquez Virginia Tovar Isidro Villareal Pérez Patty Tanúz José Guadalupe Santos |

El primer doblaje al español (1959) corrió a cargo de Edmundo Santos, este doblaje fue utilizado hasta finales de los 90, por lo que se acabó retirando, siendo el segundo (2001/2008) dirigido por Eduardo Giaccardi, este último sigue siendo usado en la actualidad.

## Producción

### Supervisión y dirección
La dirección de la película corrió a cargo de Les Clark, Eric Larson y Wolfgang Reitherman, bajo la supervisión de Clyde Geronimi. El guion fue hecho por Erdman Penner, con ayuda de Joe Rinaldi, Winston Hibler, Bill Peet, Ted Sears, Ralph Wright, y Milt Banta. La banda sonora y las canciones fueron adaptadas del ballet La bella durmiente de Piotr Ilich Chaikovski.
La bella durmiente destaca entre los largometrajes de Disney por ser el último en que se utilizó celuloide entintado a mano. La estética de la película, que Disney quería que fuese como un tapiz en movimiento, no es la típica de otras películas de la compañía. Evita las formas suaves y redondeadas propias de las películas de la empresa para emplear un aspecto más estilizado, semejante a la obra de los animadores de la UPA. 
Eyvind Earle fue el diseñador de producción, y Disney le concedió bastante libertad para el diseño de los escenarios y la selección de los colores para la película. Earle fue también el responsable de pintar la mayor parte de los fondos. Cada una de estas elaboradas pinturas le llevó entre siete y diez días, mucho más del día de trabajo que solía suponer la elaboración de un fondo en la mayoría de las películas de animación. La decisión de Disney de dar tanta libertad artística a Earle no fue popular entre los animadores del estudio, que hasta entonces habían ejercido gran influencia en el estilo de sus personajes y escenarios.

### Personajes y trama
La bella durmiente de Walt Disney recibe el mismo nombre que en el ballet de Chaikovski: la princesa Aurora, y mientras la princesa Aurora vive en la Cabaña del Leñador, la casita del medio del bosque durante dieciséis años ocultada por las tres hadas buenas, es rebautizada con el nombre de Rosa para estar ocultada, alejada y fuera de peligro de la ira de la bruja. El príncipe lleva un nombre que era familiar a los estadounidenses de la década de 1950: se llama Felipe, igual que el duque de Edimburgo. La bruja malvada se llama Maléfica ("Maleficent", en inglés). 
La silueta alta y esbelta de la princesa Aurora está basada en la de Audrey Hepburn, y para sus movimientos en pantalla se utilizó como modelo de referencia a la actriz Helene Stanley. En cuanto a las tres hadas buenas, Flora, Fauna y Primavera, Disney deseaba en un principio que todas fueran parecidas, pero los veteranos animadores Frank Thomas y Ollie Johnston pensaron que era una idea mejor que tuvieran físicos y personalidades diferentes.
Algunos aspectos de la trama de esta película tienen su origen en ideas pensadas originalmente para Blancanieves y los siete enanitos, y que fueron descartadas: en concreto, la escena en que la bruja malvada secuestra al príncipe dentro de su propio castillo, o la arriesgada huida del mismo príncipe del castillo de la bruja malvada. No fueron utilizadas en Blancanieves y los siete enanitos porque Disney no creía que con los medios de que se disponía en la época pudieran desarrollarse de forma creíble.
Antes de comenzar a producir la animación, se realizó un rodaje con actores reales para que sirviera de referencia a los animadores, ya que Disney insistía en que debía parecerse todo lo posible a la imagen real.

## Estreno e historia posterior

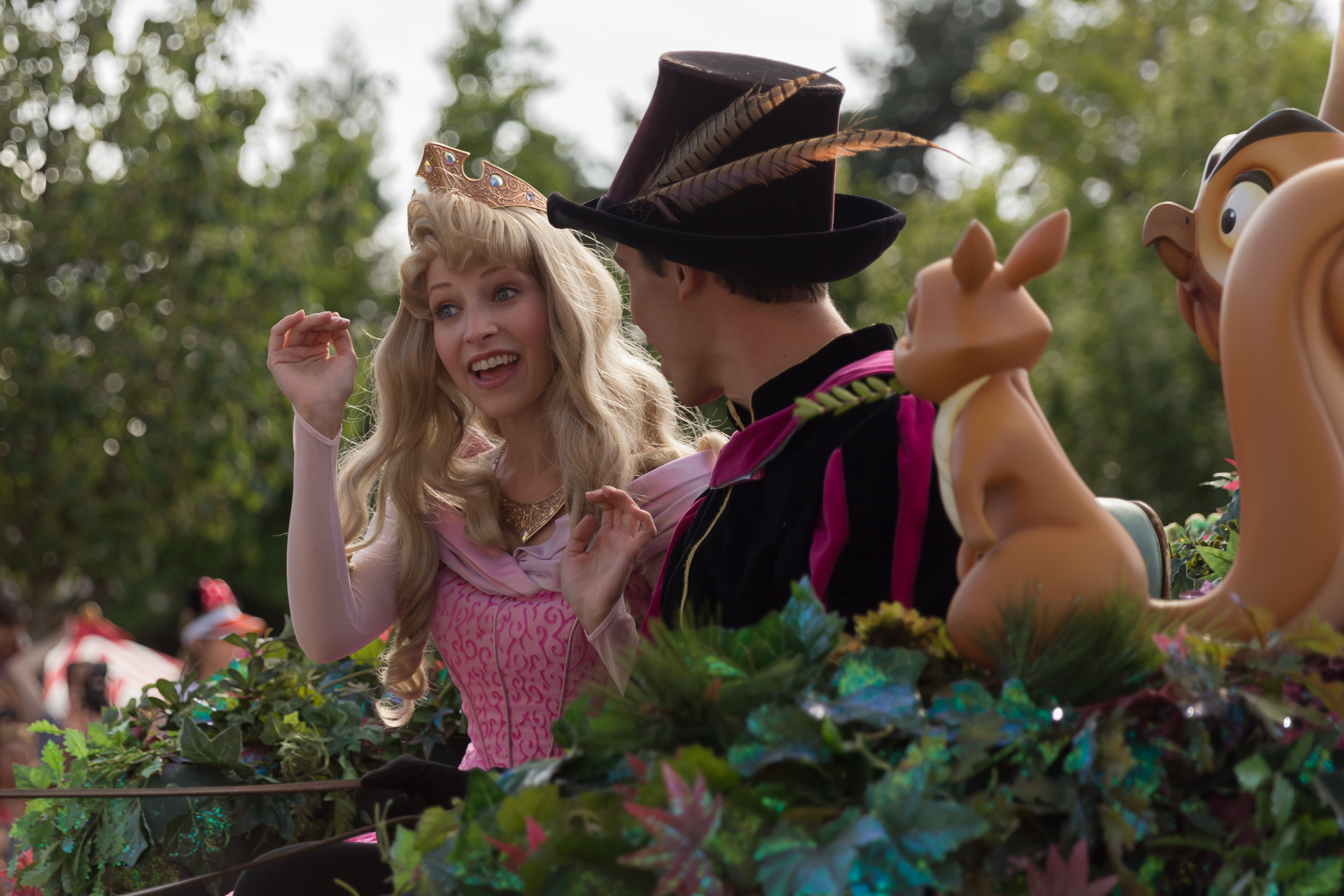
La princesa Aurora, la Bella Durmiente, y el príncipe Felipe en una carroza en Disneyland Paris

En su primer estreno, La bella durmiente solo recaudó la mitad de los 6 millones de dólares que había costado, lo cual casi supuso la bancarrota de los estudios. Fue muy criticada por su ritmo lento y el escaso desarrollo de los personajes. Desde entonces, el filme ha ganado el interés de la crítica y el público, y hoy es considerado uno de los mejores largometrajes de animación de la historia, gracias a los estilizados diseños del pintor Eyvind Earle, director artístico de la cinta, así como a su formato panorámico, su magnífica banda sonora adaptada de la obra de Chaikovski y su sonido estéreo. Además, la escena en la que Aurora baila en el bosque con el príncipe en el momento en que se conocen es, estéticamente, una de las más bellas de la historia de la animación. La película se reestrenó en cines en 1970, 1979 y 1986. También en 1986 fue editada en formato VHS, Betamax y Laserdisc, convirtiéndose en el primer clásico de Disney en ser editado en estéreo Hi-Fi. En 1997 se realizó una restauración digital de la película, que fue editada tanto en VHS como en Laserdisc, y en 2003 apareció en DVD en una edición especial, de dos discos, que incluía tanto la versión original panorámica como una versión pan and scan. El 7 de octubre de 2008 salió una Edición Platino en DVD y Blu-Ray conmemorando su 50 aniversario. Esta edición de dos discos cuenta con la versión original remasterizada y con nuevo material incluido que detalla la historia del filme. El Blu-ray disc también viene con el disco uno del DVD como un bonus.
El doblaje original español de 1959 fue considerado el mejor de los estrenados por el mismo Walt Disney, que comentó a Edmundo Santos que su dirección de doblaje superó a la versión inglesa original. Este doblaje también popularizó el término de "príncipe azul" en zonas hispanas, por la canción "Eres Tú El Príncipe Azul". En comparación, los redoblajes hechos en 2001 y 2008 son considerados muy inferiores en calidad y en actuación de voces. Tanta es está inconformidad que varios fans han creado campañas para que el doblaje original vuelva a ser el usado, como y una petición en change.org que acumula más de 5000 firmas
En el año 2001 Lupita Pérez Arias (Voz de la princesa Aurora para las canciones) se unió a la demanda que inició la actriz Evangelina Elizondo contra la compañía Disney que exigía los derechos de regalías por la explotación de ambos doblajes en sus diferentes formatos, como discos, casetes y videos. La compañía se negó a realizar el pago correspondiente y, en cambio, procedió a redoblar ambas películas en ese mismo año con otras voces. Poco antes de su fallecimiento, Pérez Arias retiró la demanda.

### Estrenos en Estados Unidos
- 29 de enero de 1959 (estreno original)
- 10 de junio de 1970
- 28 de septiembre de 1979
- 7 de marzo de 1986

### Estrenos internacionales
- México: 9 de julio de 1959.
- Argentina: 1 de diciembre de 1959.
- Francia: 16 de diciembre de 1959.
- Finlandia: 18 de diciembre de 1959.
- Suecia: 19 de diciembre de 1959.
- México: 24 de diciembre de 1959.
- Dinamarca: 26 de diciembre de 1959.
- España: 3 de marzo de 1960.
- Japón: 23 de julio de 1960.
- Chile: 29 de septiembre de 1960.

## Banda sonora
| Título en inglés                        | Título en español                     |
| Once Upon a Dream (Overture)            | Eres Tú El Príncipe Azul (Abertura)   |
| --------------------------------------- | ------------------------------------- |
| "Hail to the Princess Aurora"           | "Salve, Princesa Aurora"              |
| "The Gifts of Beauty and Song"          | "Los Dones de las Hadas"              |
| "Do you hear that?/I wonder"            | "Entonan las aves"                    |
| "An Unusual Prince"/"Once Upon a Dream" | "Eres tú el Príncipe Azul"            |
| "Once Upon a Dream (Reprise)"           | Eres Tú El Príncipe Azul (Repetición) |
| "Skumps"                                | "Copas"                               |
| "Poor Aurora.../Sleeping Beauty"        | "Pobre Aurora.../La Bella Durmiente"  |
| "Once Upon a Dream (Finale)"            | Eres Tú El Príncipe Azul (Final)      |

## Directores de animación
- Milt Kahl (Príncipe Felipe)
- Frank Thomas (Flora, Fauna y Primavera)
- Ollie Johnston (Flora, Fauna y Primavera)
- Marc Davis (Princesa Aurora y Maléfica)
- John Lounsbery (los dos reyes Estéfano y Huberto)
- Wolfgang Reitherman (Maléfica convertida en el dragón)

## Premios

### Premios Óscar
| Año  | Categoría                     | Película     | Resultado |
| ---- | ----------------------------- | ------------ | --------- |
| 1959 | Oscar a la Mejor banda sonora | George Bruns | Nominado  |